# Luis Luchi
Luis Yanischevsky Lerer, más conocido por su pseudónimo literario Luis Luchi (Buenos Aires, 11 de octubre de 1921 - Barcelona, 21 de octubre de 2000), fue un poeta argentino.

## Biografía
Luis Yanischevsky Lerer nació el 11 de octubre de 1921 en el barrio de Villa Crespo de Buenos Aires, Argentina, hijo de Gregorio Yanischevsky y Paulina Lerer. Hacia 1926, su familia se muda a Parque Chas. En 1944, Luis Luchi se casa con Irene Lavalle, con quien tiene tres hijos.
Militó activamente en el Partido Comunista, sin embargo, a través de los años habría de acercarse al anarquismo. Trabajó como obrero gráfico en editorial Atlántida y como vendedor viajante de libros, sin embargo, después decide dedicarse a la poesía, manteniéndose al margen de la cultura oficial.
En la década de 1960 participa en el grupo "El Matadero", grupo de cuentistas cuyo nombre rendía homenaje al relato homónimo de Esteban Echeverría. El grupo se reunía en el café El Estaño, ubicado en las calles de Talcahuano y Corrientes, al que habían renombrado "El Gardelito" y estaba integrado por Guillermo Cantore, Blas Raúl Gallo, Nenina Caro, Mario Lesing, Arminda Ralesky y Lubranolas, entre otros, quienes se proponían publicar a jóvenes con sentido popular. Luis Luchi sólo habría de publicar su cuento El Brasilerito en 1961 en la antología Cuentistas argentinos contemporáneos editada por El Matadero. A finales de la década y principios de la siguiente, Luis Luchi forma el grupo "Gente de Buenos Aires", junto con el poeta Roberto Jorge Santoro, el actor Héctor Alterio, el músico Eduardo Rovira y el artista plástico Pedro Gaeta con el objeto de acercar la cultura al público presentándose en clubes de barrio, sociedades de fomento y escuelas. Luis Luchi, profundo admirador de César Vallejo y Vladimir Mayakovsky recurre a la ciudad, el barrio, el tango y las luchas sociales como temas de su obra, siempre marcada por el humor y la ironía. Luis Luchi muere el 21 de octubre de 2000 en Barcelona, España.

## Obras
- Poesía
  - El obelisco y otros poemas (1959)
  - El ocio creador (1960)
  - Poemas de las calles transversales (1964)
  - La vida en serio (1964)
  - Vida de poeta (1966)
  - El muerto que habla (1970)
  - Poemas cortos de genio (1970)
  - Ave de paso (1973)
  - Los rostros (1973)
  - Poemas 1946-1955 (1976)
  - La pasión sin Mateo (1976)
  - ¡Gracias, Gutenberg! (1980)
  - Resumen del futuro (1984)
  - Antología poética (1986)
  - Fuera del margen (1992)
  - Mishiadura en las dos ciudades (1993)
  - Jardín zoológico (1995)
  - Contestarse a sí mismo en el canto (1997)
  - Poemas y pinturas (1999)
  - Amores y poemas en Parque Chas (2001)

- Discos
  - Tango de música a lo lejos (1966), música e intérprete: Eduardo Rovira, ilustración de tapa: Pedro Gaeta
  - Antología por mí (1969)
  - A medio hacer todavía (1982), con Alberto Szpunberg y música de Jorge Sarraute.
  - Todos se dan vuelta y miran (1999), con Susana Drangosch, Andrés Ehrenhaus, Jonio González, Alberto Szpunberg, y música de Jorge Sarraute.